# Sonchus
La cerraja o lechuga de las liebres es el nombre común de un número de plantas herbáceas —aunque existen también, a nivel subgenérico, unos cuantos endemismos isleños arbustivos e incluso arborescentes— del género Sonchus. Dicho género, muy complejo y en continua revisión taxonómica, comprende unas 130 especies aceptadas de las más de 400 descritas.

## Descripción
Son usualmente hierbas anuales, bienales o perennes, y más raramente matas o arbustos. Tienen tallos erectos, más o menos ramificados y las hojas pueden organizarse en una roseta basal (donde están generalmente pecioladas -con peciolo alado o no)  y también caulinares -habitualmente sésiles y auriculadas-, desde enteras hasta pinnadas con márgenes dentados. Las inflorescencias, de pocos o muchos capítulos, son paniculadas o corimbiformes. El involucro lo constituan 3-5 filas de 25-50 brácteas desiguales, herbáceas, glabras o no, lanceoladas hasta lineales, con el margen eventualmente escarioso y ciliado, de ápice agudo. Rodean un receptáculo, plano hasta convexo, desnudo y más o menos alveolado. Este último soporta 70-300 lígulas de color amarillo hasta anaranjado, hermafroditas. Las cipselas, de color parduzco, son ovales a oblongas, comprimidas, estrechadas en los 2 extremos, más o menos rugosas y/o tuberculadas, glabras, sin pico, con 4-5 costillas principales usualmente acompañadas de un par de costillas secundarias transversalmente arrugadas. El vilano, caduco o persistente, está formado por 80-100 cerdas blancas lisas o barbeladas, las externas usualmente más finas en una sola fila y las internas, más macizas y basalmente conadas, en 2 o más filas.

## Distribución
Son naturales de Europa, Asia, Australia, Nueva Zelanda y África tropical y se extienden por todas las regiones templadas del mundo.

## Taxonomía
El género fue descrito por Carlos Linneo y publicado en Species Plantarum, vol. 2, p. 793 en 1753, y ampliada su descripción en Genera Plantarum, n.º 813, p. 347 el año siguiente (1754). La especie tipo es: Sonchus oleraceus L.
Etimología
- Sonchus: nombre genérico del latín Sonchus, -i, derivado del griego σόθχος, la cerraja; usado por Plinio el Viejo en su Historia Naturalis, 22, 88[7][8]

## Subgéneros
- Dendroseris (D. Don) S.-C. Kim & Mejías - Subgénero arbóreo de hasta 5 m de altura endémico de las Islas Desventuradas y del Archipiélago Juan Fernández (Océano Pacífico- Chile): 12 especies (Sonchus berteroanus, Sonchus brassicifolius, Sonchus laceratus, Sonchus lobatiflorus, Sonchus marginatus, Sonchus micranthus, Sonchus neriifolius, Sonchus phoeniciformis, Sonchus pruinatus, Sonchus regius, Sonchus sinuatus, Sonchus splendens).
- Dendrosonchus Sch. Bip. ex Boulos - Subgénero perenne y leñoso endémico de Macaronesia (Islas Canarias, Cabo Verde, Madeira y Marruecos): 35 especies (Sonchus acaulis,Sonchus arboreus, Sonchus bornmuelleri, Sonchus brachylobus, Sonchus bupleuroides, Sonchus canariensis, Sonchus capillaris,Sonchus congestus, Sonchus daltonii, Sonchus esperanzae,Sonchus fauces-orci, Sonchus fruticosus, Sonchus gandogeri, Sonchus gomerensis, Sonchus gummifer, Sonchus heterophyllus, Sonchus hierrensis, Sonchus leptocephalus, Sonchus lidii, Sonchus microcarpus, Sonchus ortunoi, Sonchus palmensis, Sonchus pendulus, Sonchus pinnatifidus, Sonchus pinnatus, Sonchus pitardii, Sonchus platylepis, Sonchus radicatus, Sonchus regis-jubae, Sonchus sventenii, Sonchus tectifolius, Sonchus tuberifer, Sonchus ustulatus, Sonchus webbii, Sonchus wildpretii).[9][10]

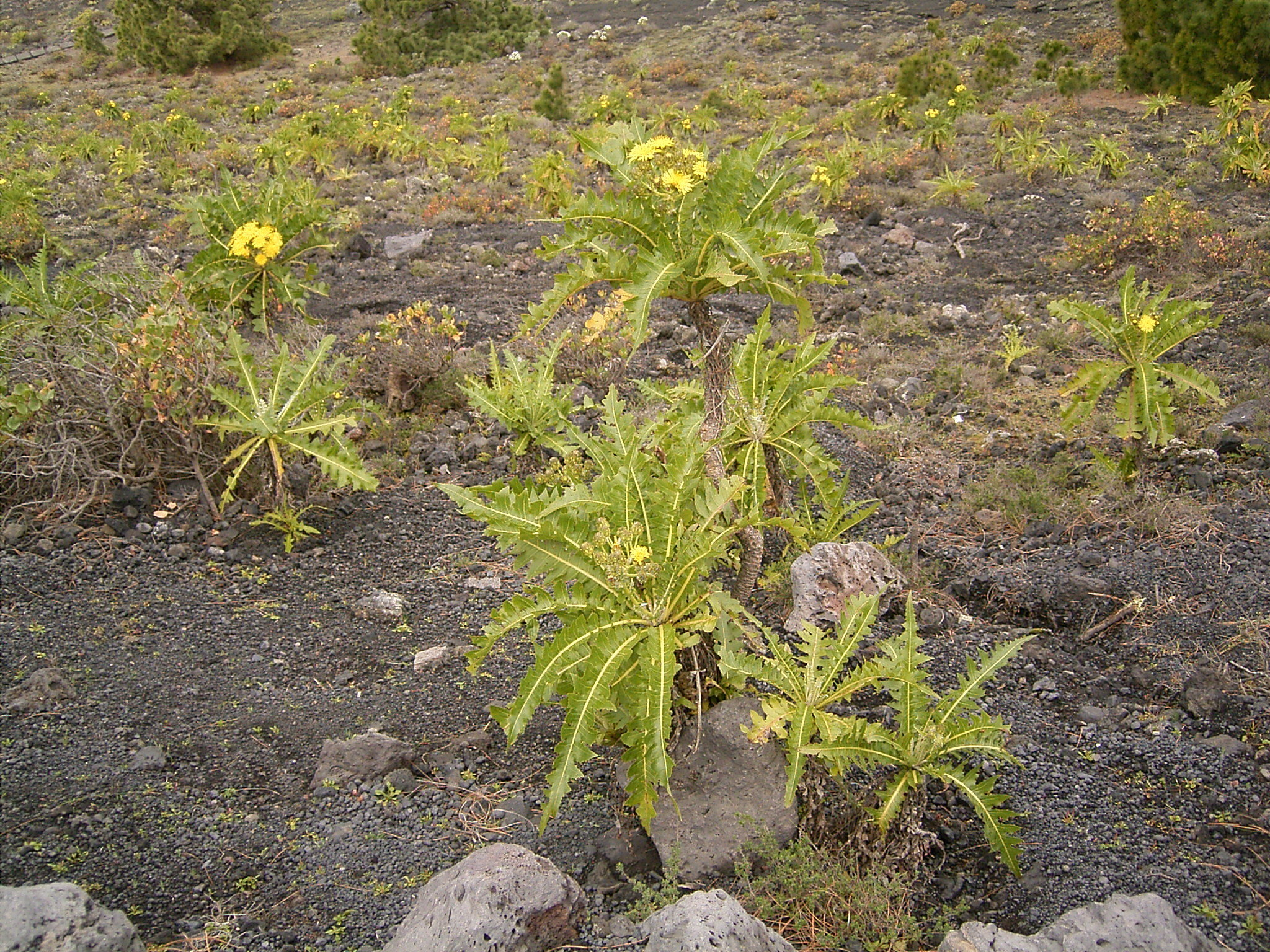
Un efemplo de Dendrosonchus: D. canariensis, en Gran Canaria.

- Origosonchus Boulos - Limitado a África central, oriental y meridional (incluido Madagascar) y la península arábiga: 14 especies (Sonchus afromontanus, Sonchus bipontini, Sonchus camporum, Sonchus dregeanus, Sonchus friesii, Sonchus integrifolius, Sonchus luxurians, Sonchus melanolepis, Sonchus nanus, Sonchus obtusilobus, Sonchus saudensis, Sonchus schweinfurthii, Sonchus stenophyllus, Sonchus wilmsii).[1]

## Especies aceptadas
- Sonchus acaulis Dum.Cours.
- Sonchus adscendens Bojer
- Sonchus afromontanus R.E.Fr.
- Sonchus agrestis Sw.
- Sonchus amboinensis Hort. ex Steud.
- Sonchus andrenarum Cockerell
- Sonchus angulatus Sessé & Moc.
- Sonchus aquatilis Pourr.
- Sonchus araraticus Nazarova & Barsegyan
- Sonchus arboreus DC.
- Sonchus arvensis L.
- Sonchus asper (L.) Hill
- Sonchus bipontini Asch.
- Sonchus bornmuelleri Pit.
- Sonchus bourgeaui Sch.Bip.
- Sonchus brachylobus Webb & Berthel.
- Sonchus brachyotus DC.
- Sonchus brasiliensis Meyen & Walp.
- Sonchus briquetianus Gand.
- Sonchus bulbosus (L.) N.Kilian & Greuter
- Sonchus bupleuroides (Font Quer) N.Kilian & Greuter
- Sonchus camporum (R.E.Fr.) Boulos ex C.Jeffrey
- Sonchus canariensis (Sch.Bip.) Boulos
- Sonchus capensis Schltdl.
- Sonchus capillaris Svent.
- Sonchus cavanillesianus Font Quer & Svent.
- Sonchus cavanillesii Caball.
- Sonchus congestus Willd.
- Sonchus crassifolius Willd. - amargón[11]
- Sonchus crepioides (Poir.) Sm.
- Sonchus crispus Poir.
- Sonchus daltonii Webb
- Sonchus denticulato-lanceolata Kitam.
- Sonchus denticulato-platyphylla (Makino) Kitam.
- Sonchus diffusus Tidestr.
- Sonchus dregeanus DC.
- Sonchus dulosus Fisch. & Mey. ex Sweet
- Sonchus elongatus Schltdl.
- Sonchus eriopus Royle
- Sonchus erythraeae Schweinf. ex Penz.
- Sonchus erythropappus Meyen & Walp. ex Meyen & Walp.
- Sonchus erzincanicus V.A.Matthews
- Sonchus esperanzae N.Kilian & Greuter
- Sonchus fauces-orci Knoche
- Sonchus fragilis Ball
- Sonchus friesii Boulos
- Sonchus fruticosus L.f.
- Sonchus gandogeri Pit.
- Sonchus gibbosus Savi
- Sonchus gigas Boulos ex Humbert
- Sonchus gomerensis Boulos
- Sonchus gramineus Bojer
- Sonchus grandifolius Kirk
- Sonchus gummifer Link
- Sonchus heterophyllus (Boulos) U.Reifenb. & A.Reifenb.
- Sonchus hierrensis (Pit.) Boulos
- Sonchus hothae C.B.Clarke
- Sonchus hydrophilus Boulos
- Sonchus hypochaeroides Schltdl.
- Sonchus integrifolius Harv.
- Sonchus intermedius Krock.
- Sonchus jacottetianus Thell.
- Sonchus jainii Chandrab., V.Chandras. & N.C.Nair
- Sonchus kirkii Hamlin
- Sonchus laciniatus T.Moore
- Sonchus laevis Sloane
- Sonchus leptocephalus Cass.
- Sonchus lidii Boulos
- Sonchus lingianus C.Shih
- Sonchus luxurians (R.E.Fr.) C.Jeffrey
- Sonchus macrocarpus Boulos & C.Jeffrey
- Sonchus maculigerus H.Lindb.
- Sonchus malayanus Miq.
- Sonchus maritimus L.
- Sonchus masguindalii Pau & Font Quer
- Sonchus mauritanicus Boiss. & Reut.
- Sonchus megalocarpa (Hook.f.) J.M.Black
- Sonchus melanolepis Fresen.
- Sonchus microcarpus (Boulos) U.Reifenb. & A.Reifenb.
- Sonchus microcephalus Mejías
- Sonchus monanthus Koidz.
- Sonchus neglectus Pit.
- Sonchus nigricans Tausch
- Sonchus novae-zelandiae (Hook.f.) Hook.f.
- Sonchus novocastellanus Cirujano
- Sonchus obtusilobus R.E.Fr.
- Sonchus occidentalis Spreng.
- Sonchus oleraceus (L.) L.
- Sonchus ortunoi Svent.
- Sonchus oxyspermus Wallr.
- Sonchus palmensis Boulos
- Sonchus palustris L.
- Sonchus pendulus Sennikov
- Sonchus pensylvanicus Molin. ex Colla
- Sonchus perfoliatus (Gueldenst.) Gueldenst. ex Ledeb.
- Sonchus pinnatifidus Cav.
- Sonchus pinnatus Aiton
- Sonchus pitardii Boulos
- Sonchus platylepis Webb
- Sonchus pustulatus Willk.
- Sonchus radicatus Aiton
- Sonchus regis-jubae Pit.
- Sonchus rotundilobus Kovalevsk.
- Sonchus saudensis Boulos
- Sonchus schweinfurthii Oliv. & Hiern
- Sonchus setosus Ehrenb. ex Sweet
- Sonchus sosnowskyi Schchian
- Sonchus stenophyllus R.E.Fr.
- Sonchus subacaulis Dum.Cours. ex Steud.
- Sonchus suberosus Zohary & P.H.Davis
- Sonchus sventenii U.Reifenb. & A.Reifenb.
- Sonchus tectifolius Svent.
- Sonchus tenax Fisch. ex Sweet
- Sonchus tenerrimus L. non Schur
- Sonchus tigridus Rupr.
- Sonchus toletanus Sennen
- Sonchus transcaspicus Nevski
- Sonchus tuberifer Svent.
- Sonchus ustulatus Lowe
- Sonchus vaginatus hort.erf. ex Steud.
- Sonchus webbii Sch.Bip.
- Sonchus wightianus DC.
- Sonchus wildpretii U.Reifenb. & A.Reifenb.
- Sonchus wilmsii R.E.Fr.
- Sonchus yendoi Kitam.

Híbridos
- Sonchus × haussknechtii Brügger
- Sonchus × jacquiniocephalus Svent.
- Sonchus × maynari Svent.
- Sonchus × piquetii Druce
- Sonchus × prudhommei Bouchard
- Sonchus × rokosensis Sutorý[2][3]